# Basse-Rentgen
Basse-Rentgen là một xã trong vùng Grand Est, thuộc tỉnh Moselle, quận Thionville-Est, tổng Cattenom. Tọa độ địa lý của xã là 49° 29' vĩ độ bắc, 06° 12' kinh độ đông. Basse-Rentgen nằm trên độ cao trung bình là m mét trên mực nước biển, có điểm thấp nhất là 209 mét và điểm cao nhất là 267 mét. Xã có diện tích 10,46 km², dân số vào thời điểm 2005 là 310 người; mật độ dân số là 30,1 người/km². Basse-Rentgen nằm khoảng 14 km về phía bắc của Thionville.

## Thông tin nhân khẩu
| 1962 | 1968 | 1975 | 1982 | 1990 | 1999 |
| ---- | ---- | ---- | ---- | ---- | ---- |
| 223  | 254  | 230  | 213  | 289  | 306  |